# Sombreamento de Gouraud
Sombreamento de Gouraud, nomeada em homenagem a Henri Gouraud, é um método de interpolação usado em computação gráfica para produzir  continuous shading de superfícies representado por malhas poligonais. Na prática, o sombreamento Gouraud é usado com mais frequência para obter iluminação contínua em superfícies triangulares calculando a iluminação nos cantos de cada triângulo e  interpolação linear as cores resultantes para cada pixel coberto pelo triângulo . Gouraud publicou pela primeira vez a técnica em 1971.

Uma esfera renderizada usando a técnica de Gouraud.
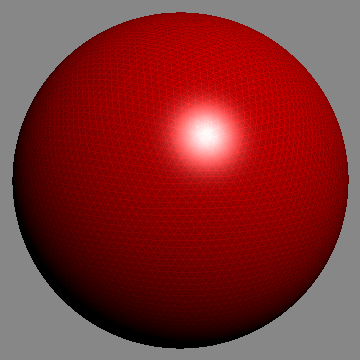
Uma esfera com mais polígonos usando a técnica de Gouraud.